# رحيم مور
رحيم مور (بالإنجليزية: Rahim Moore)‏ (و. 1990  م) هو لاعب كرة قدم أمريكية، من الولايات المتحدة، ولد في لوس أنجلس، يلعب كمُؤمن ‏.

## التعليم
تعلم في Susan Miller Dorsey High School ‏.